# Aotearoa (Schiff)

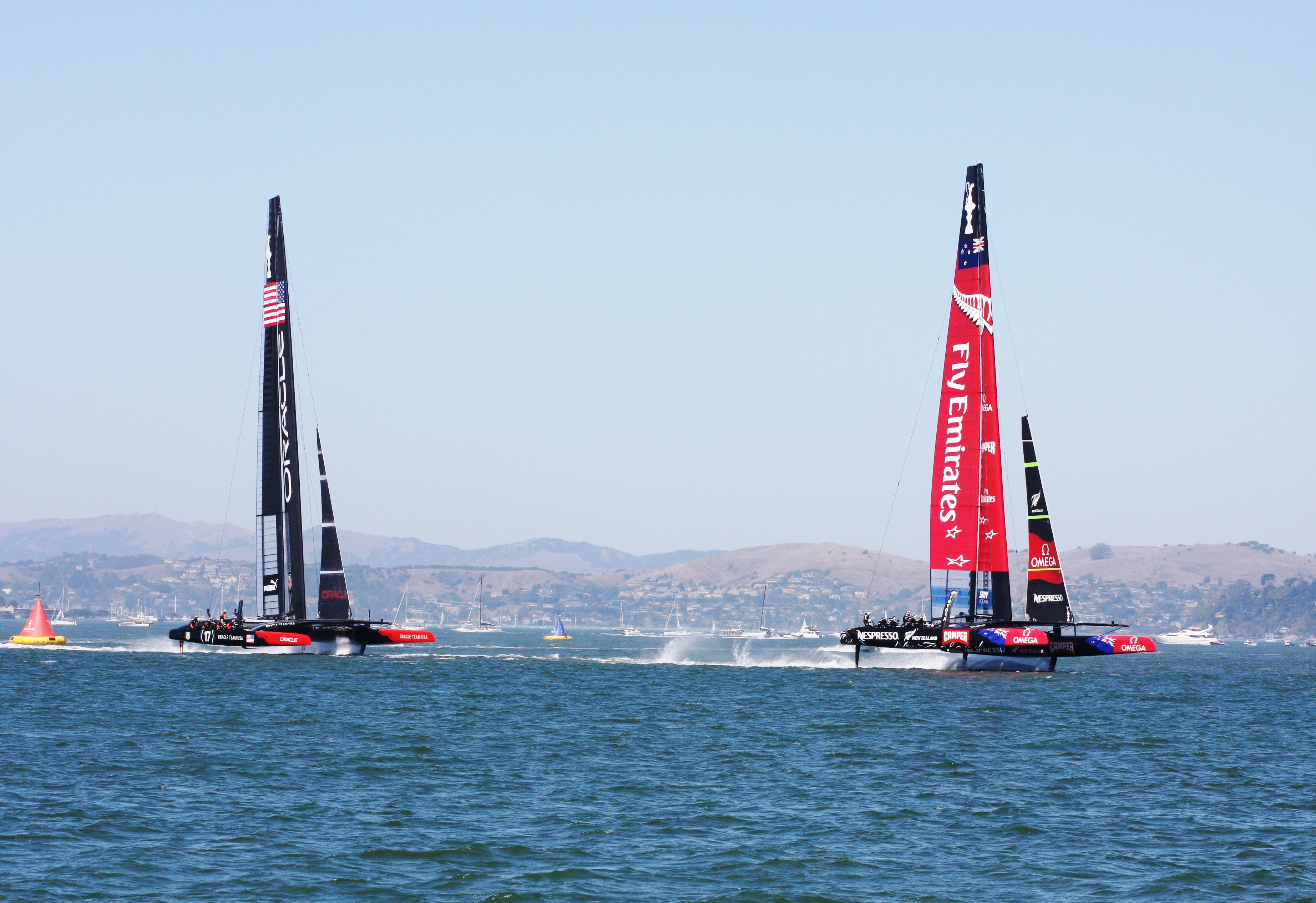
Aotearoa vor Oracle Team USA 17 bei der ersten Marke im ersten Rennen des America’s Cup 2013

Die Aotearoa ist ein Katamaran der AC72-Klasse des „Emirates Team New Zealand“, die 2013 erfolglos um den 34. America’s Cup kämpfte, den 35. America’s Cup im Jahre 2017 dann jedoch für sich entscheiden konnte. Sie wurde für das Emirates Team New Zealand für den Louis Vuitton Cup 2013 gebaut.

## 34. America’s Cup
Den 34. America’s Cup 2013 im Jahre 2013 verlor die Aotearoa gegen die Oracle Team USA 17 von BMW Oracle Racing mit 8:9. Die Aotearoa hatte mit 47,57 Knoten (88,10 km/h; 54,74 mph) die höchste gemessene Geschwindigkeit im Wettbewerb.